# Campeonato de Apertura de Chile 1934
El Campeonato de Apertura de Chile 1934 fue la 2.º edición del torneo que sirvió de prólogo al torneo oficial de la temporada de ese año. Se jugó desde el 28 de abril hasta el 13 de mayo de 1934.
Su organización estuvo a cargo de la Sección Profesional de la Asociación de Football de Santiago (AFS) y contó con la participación de doce equipos. La competición se jugó bajo el sistema de eliminación directa, en partidos únicos.
El campeón fue Santiago, que, con una victoria por 4-2 ante Colo-Colo en la final, se adjudicó su primer título del Campeonato de Apertura de Chile.

## Antecedentes
Luego de realizado el primer campeonato de la Liga Profesional de Football de Santiago (LPF), la cual, estuvo formada por los ocho clubes «grandes» del fútbol capitalino, la Asociación de Football de Santiago (AFS) reconoció al incipiente profesionalismo y, por disposición de la Federación de Fútbol de Chile, reincorporó a los disidentes dentro de sus filas.
En un comienzo, esta reorganización consistió en la creación de dos series profesionales: la Serie A o División de Honor y la Serie B o División de Ascenso. En la Serie A permanecerían seis de los ocho clubes fundadores de la Liga Profesional de Football de Santiago, excepto Green Cross y Santiago National, últimos posicionados en el campeonato profesional de 1933. Estos se integrarían a la Serie B, junto a los tres clubes mejor posicionados de la División de Honor de la Asociación de Football de Santiago: Carlos Walker, Ferroviarios y Santiago, más Deportivo Alemán, club elegido por derecho privativo de la AFS; todos de carácter amateur.
Finalmente, el 9 de febrero de 1934, se firmó un pacto cuyas bases establecieron la creación de un directorio central en la Asociación de Football de Santiago, que cobijaría dos secciones: una Sección Amateur y una Sección Profesional. Cada una tendría su propio directorio, con absoluta independencia entre ambas. Así, según el artículo 12 del pacto de fusión, la Sección Profesional quedó compuesta por doce clubes en total: los ocho de la Liga Profesional de Football de Santiago y los cuatro de la Asociación de Football de Santiago, ya mencionados, los que participaron en el Campeonato de Apertura y en el campeonato profesional de la temporada 1934.

## Formato
La competición se jugó bajo el sistema de eliminación directa, en partidos únicos, hasta dejar a un único competidor que resultaba campeón. En la primera ronda se emparejaron los conjuntos amateurs contra los conjuntos de la Sección Profesional.
En caso de igualdad en el marcador, la llave se definía mediante lanzamiento de moneda a cara o cruz.

## Equipos participantes
Participaron los doce equipos de la Primera División 1934, todos de la ciudad de Santiago.
| Equipo            |
| ----------------- |
| Audax Italiano    |
| Badminton         |
| Carlos Walker     |
| Colo-Colo         |
| Deportivo Alemán  |
| Ferroviarios      |
| Green Cross       |
| Magallanes        |
| Morning Star      |
| Santiago          |
| Santiago National |
| Unión Española    |

## Primera fase
| 28 de abril de 1934 | Magallanes   | 1:1 (t. s.) | Santiago        | Estadio de Carabineros, Santiago |                     |
|                     | - Moreno 16' |             | - Inostroza 17' | Árbitro(s): Ghiardo              | Árbitro(s): Ghiardo |

| 28 de abril de 1934 | Ferroviarios           | 2:1 | Morning Star   | Estadio de Carabineros, Santiago |  |
|                     | - Carreño 16' - Zamora |     | - González 19' |                                  |  |

| 29 de abril de 1934 | Colo-Colo                                                                              | 8:0 | Deportivo Alemán | Campos de Sports, Santiago |                           |
|                     | - Valdivia 30' - Sorrel 24', 75', 76' - González 32' - Schneeberger 81' - Saavedra 86' |     |                  | Árbitro(s): Pedro Malbrán  | Árbitro(s): Pedro Malbrán |

| 29 de abril de 1934 | Green Cross                                                    | 5:2 | Audax Italiano                  | Campos de Sports, Santiago |  |
|                     | - Pinto 3' - Sánchez 9' - Malatrassi - Lira - Rodríguez (pen.) |     | - Lorca 23' (a.g.) - D. Giudice |                            |  |

| 29 de abril de 1934 | Badminton                     | 2:0 | Santiago National | Estadio de Carabineros, Santiago |                          |
|                     | - Arancibia 10' - Becerra 67' |     |                   | Árbitro(s): Felipe Horta         | Árbitro(s): Felipe Horta |

| 29 de abril de 1934 | Carlos Walker | 1:2 | Unión Española     | Estadio de Carabineros, Santiago |                             |
| | - Garcés 68'  |     | - Góngora 20', 70' | Árbitro(s): Roberto Aguirre      | Árbitro(s): Roberto Aguirre |
| Por error arbitral, en el segundo período del partido no se jugó el tiempo reglamentario contemplado en las bases de la competición. Ante esta situación, la directiva de Carlos Walker presentó a la Sección Profesional de la AFS una reclamación sobre la validez reglamentaria del partido, la cual, no fue acogida. |               |     |                    |                                  |                             |

## Segunda fase
| 5 de mayo de 1934 | Santiago                    | 3:2 (t. s.) | Badminton            | Estadio de Carabineros, Santiago |  |
|                   | - Hidalgo 30', 60' - Molina |             | - Arancibia 70', 62' |                                  |  |

| 6 de mayo de 1934 | Unión Española | 1:2 | Ferroviarios               | Campos de Sports, Santiago   |                              |
|                   | - Jorquera 15' |     | - Zamora 62' - Carreño 63' | Árbitro(s): Pedro J. Malbrán | Árbitro(s): Pedro J. Malbrán |

| 6 de mayo de 1934 | Colo-Colo         | 2:1 | Green Cross      | Campos de Sports, Santiago      |                                 |
|                   | - Sorrel 17', 33' |     | - Malatrassi 60' | Árbitro(s): Baltasar Bustamante | Árbitro(s): Baltasar Bustamante |

## Semifinal
En sesión de la Sección Profesional de la Asociación de Football de Santiago, se determinó que, de los tres ganadores de la segunda fase, dos jugarían un partido semifinal, cuyo ganador enfrentaría en la final al tercer equipo, que quedaría libre. Para determinar a este último, se efectuó un sorteo y resultó elegido Colo-Colo.
| 10 de mayo de 1934 | Santiago                       | 3:0 | Ferroviarios | Estadio Santa Laura, Santiago                   |                                                 |
|                    | - Moreno 3', 65' - Hidalgo 10' |     |              | Asistencia: 5000 espectadores Árbitro(s): Gómez | Asistencia: 5000 espectadores Árbitro(s): Gómez |

## Final
|       | POR | Morales  |  |
|       | DEF | Carrizo  |  |
|       | DEF | Ruiz     |  |
|       | MED | Dubó     |  |
|       | MED | Marín    |  |
|       | MED | Riquelme |  |
|       | DEL | Moreno   |  |
|       | DEL | Gálvez   |  |
|       | DEL | Hidalgo  |  |
|       | DEL | Ortiz    |  |
|       | DEL | Molina   |  |
| D. T. |     |          |  |

|       | POR   | Roberto Cortés     |  |
|       | DEF   | Ernesto Chaparro   |  |
|       | DEF   | Manuel Fernández   |  |
|       | MED   | Juan Montero       |  |
|       | MED   | Luis Orrego        |  |
|       | MED   | Elías Zapata       |  |
|       | DEL   | Aurelio González   |  |
|       | DEL   | Herrera            |  |
|       | DEL   | Enrique Sorrel     |  |
|       | DEL   | Guillermo Valdivia |  |
|       | DEL   | José Miguel Olguín |  |
| D. T. | D. T. | Waldo Sanhueza     |  |

| 15' · 55' · 65' · 85' | Moreno Dubó Ortiz | 1-1 2-2 3-2 4-2 |

| 9' · 21' | Enrique Sorrel | 0-1 1-2 |

| Principal | Pedro J. Malbrán |

|       | POR | Morales  |  |
|       | DEF | Carrizo  |  |
|       | DEF | Ruiz     |  |
|       | MED | Dubó     |  |
|       | MED | Marín    |  |
|       | MED | Riquelme |  |
|       | DEL | Moreno   |  |
|       | DEL | Gálvez   |  |
|       | DEL | Hidalgo  |  |
|       | DEL | Ortiz    |  |
|       | DEL | Molina   |  |
| D. T. |     |          |  |

|       | POR   | Roberto Cortés     |  |
|       | DEF   | Ernesto Chaparro   |  |
|       | DEF   | Manuel Fernández   |  |
|       | MED   | Juan Montero       |  |
|       | MED   | Luis Orrego        |  |
|       | MED   | Elías Zapata       |  |
|       | DEL   | Aurelio González   |  |
|       | DEL   | Herrera            |  |
|       | DEL   | Enrique Sorrel     |  |
|       | DEL   | Guillermo Valdivia |  |
|       | DEL   | José Miguel Olguín |  |
| D. T. | D. T. | Waldo Sanhueza     |  |

| 15' · 55' · 65' · 85' | Moreno Dubó Ortiz | 1-1 2-2 3-2 4-2 |

| 9' · 21' | Enrique Sorrel | 0-1 1-2 |

| Principal | Pedro J. Malbrán |

|       | POR | Morales  |  |
|       | DEF | Carrizo  |  |
|       | DEF | Ruiz     |  |
|       | MED | Dubó     |  |
|       | MED | Marín    |  |
|       | MED | Riquelme |  |
|       | DEL | Moreno   |  |
|       | DEL | Gálvez   |  |
|       | DEL | Hidalgo  |  |
|       | DEL | Ortiz    |  |
|       | DEL | Molina   |  |
| D. T. |     |          |  |

|       | POR   | Roberto Cortés     |  |
|       | DEF   | Ernesto Chaparro   |  |
|       | DEF   | Manuel Fernández   |  |
|       | MED   | Juan Montero       |  |
|       | MED   | Luis Orrego        |  |
|       | MED   | Elías Zapata       |  |
|       | DEL   | Aurelio González   |  |
|       | DEL   | Herrera            |  |
|       | DEL   | Enrique Sorrel     |  |
|       | DEL   | Guillermo Valdivia |  |
|       | DEL   | José Miguel Olguín |  |
| D. T. | D. T. | Waldo Sanhueza     |  |

| 15' · 55' · 65' · 85' | Moreno Dubó Ortiz | 1-1 2-2 3-2 4-2 |

| 9' · 21' | Enrique Sorrel | 0-1 1-2 |

| Principal | Pedro J. Malbrán |

|       | POR | Morales  |  |
|       | DEF | Carrizo  |  |
|       | DEF | Ruiz     |  |
|       | MED | Dubó     |  |
|       | MED | Marín    |  |
|       | MED | Riquelme |  |
|       | DEL | Moreno   |  |
|       | DEL | Gálvez   |  |
|       | DEL | Hidalgo  |  |
|       | DEL | Ortiz    |  |
|       | DEL | Molina   |  |
| D. T. |     |          |  |

|       | POR   | Roberto Cortés     |  |
|       | DEF   | Ernesto Chaparro   |  |
|       | DEF   | Manuel Fernández   |  |
|       | MED   | Juan Montero       |  |
|       | MED   | Luis Orrego        |  |
|       | MED   | Elías Zapata       |  |
|       | DEL   | Aurelio González   |  |
|       | DEL   | Herrera            |  |
|       | DEL   | Enrique Sorrel     |  |
|       | DEL   | Guillermo Valdivia |  |
|       | DEL   | José Miguel Olguín |  |
| D. T. | D. T. | Waldo Sanhueza     |  |

| 15' · 55' · 65' · 85' | Moreno Dubó Ortiz | 1-1 2-2 3-2 4-2 |

| 9' · 21' | Enrique Sorrel | 0-1 1-2 |

| Principal | Pedro J. Malbrán |

| Campeón Santiago |
| 1.º título       |

## Goleadores
| Jugador        | Equipo    | Goles |
| -------------- | --------- | ----- |
| Enrique Sorrel | Colo-Colo | 7     |